# Cuxhaven
Cuxhaven là một thị xã, huyện lỵ của huyện Cuxhaven, trong bang Niedersachsen, Đức. Đô thị này có diện tích 161,91 km². Cuxhaven nằm bên bờ Biển Bắc tại cửa sông Elbe. Cuxhaven có kích thước 14 km (đông-tây) và 7 km (bắc-nam). Đây là một thị xã du lịch. Dân số khoảng 52.000 người.
Cuxhaven có bến tàu và là một địa điểm đăng ký tàu quan trọng cho Hamburg cũng như kênh đào Kiel cho đến năm 2008. 

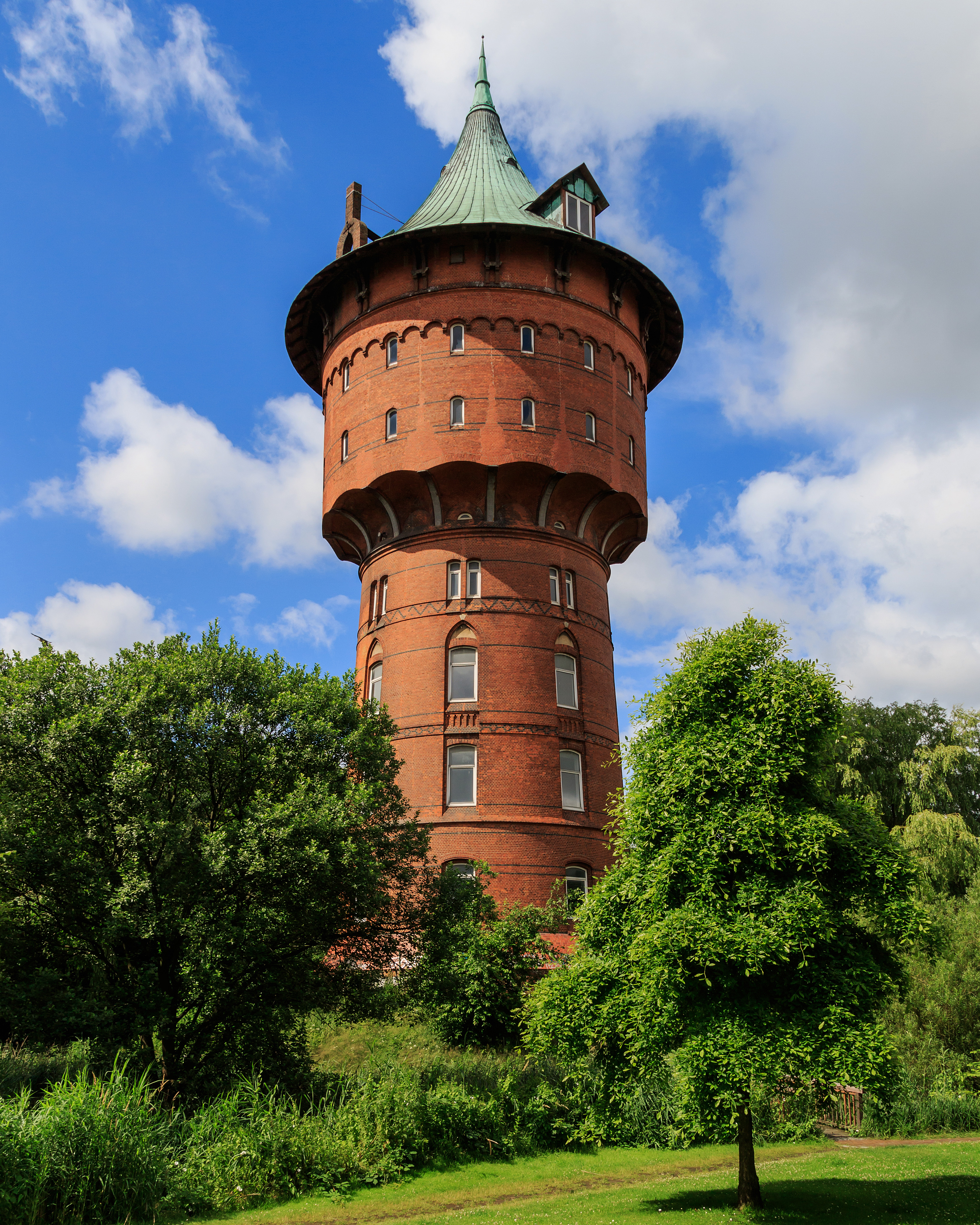
Tháp nước ở Cuxhaven.

Trong thời gian từ năm 1945 đến 1964, nhiều thí nghiệm rốc két được thực hiện gần Cuxhaven.